# Fonetyka eksperymentalna
Fonetyka eksperymentalna – dział fonetyki badający zjawiska fonetyczne na drodze eksperymentalnej i przy udziale aparatury technicznej. Dzieli się na fonetykę akustyczną, badającą właściwości dźwięku, fonetykę artykulacyjną, zajmującą się różnymi aspektami wymowy oraz fonetykę percepcyjną, analizującą proces słyszenia mowy.